# Sorry voor de overlast
Sorry voor de overlast is een lied van de Nederlandse feestact Snollebollekes. Het werd in 2022 als single uitgebracht.

## Achtergrond
Sorry voor de overlast is geschreven en geproduceerd door Jurjen Gofers. Het lied gaat over feesten en veel en hard geluid maken. Voor de overlast wat dit met zich meebrengt, biedt de liedverteller zijn excuses aan. Rob Kemps, de zanger van Snollebollekes, vond dat veel mensen qua rust echt verwend waren tijdens de coronapandemie en dat er erg veel werd geklaagd over feestende mensen nadat het weer mogelijk was. Hij vertelde dat dit lied voor degenen die over de mensen die feesten en het gezellig hebben, klagen, is gemaakt. In het lied is een korte kazoo-solo te horen.

## Hitnoteringen
De feestact had weinig succes met het lied in Nederland. Het had geen notering in de  Single Top 100 en ook de Top 40 werd niet bereikt; het lied bleef steken op de zeventiende plaats van de Tipparade.